# Jessica Landström
Pour les articles homonymes, voir Landström.
Jessica Elin Maria Landström, née le 12 décembre 1984 à Nacka, est une joueuse suédoise de football évoluant au poste d'attaquant. Internationale suédoise (25 sélections et 7 buts depuis 2007), elle évolue au club allemand du 1. FFC Francfort.

## Biographie

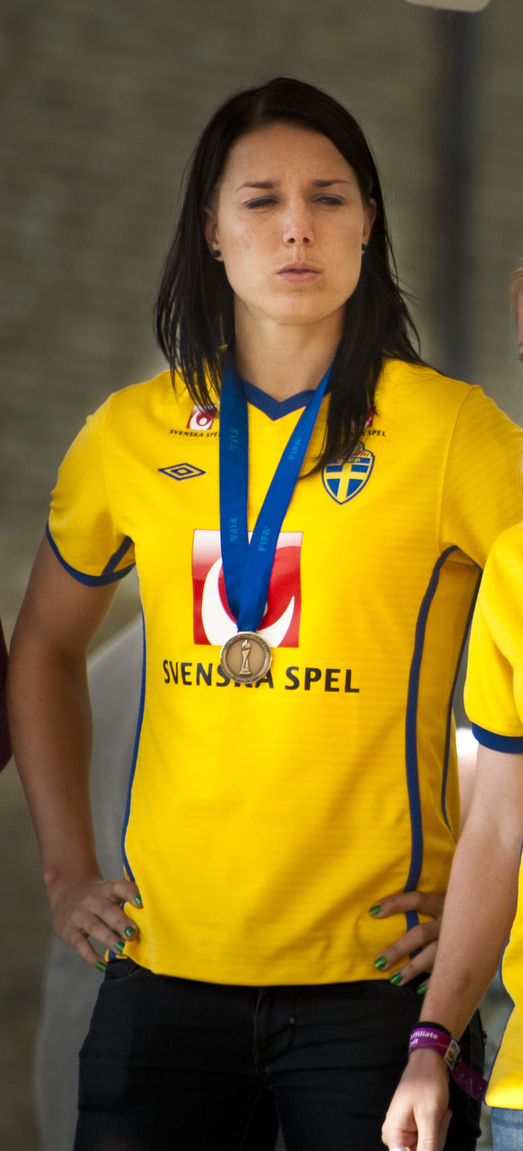
Jessica Landström avec sa médaille de bronze de la Coupe du monde 2011.

Landström participe avec la sélection suédoise aux Jeux olympiques de 2008, jouant deux matchs de groupe et le quart de finale contre l'Allemagne, perdu 2-0. Elle participe à la Coupe du monde de football féminin 2011, marquant le but lors du premier match de groupe victorieux contre la Colombie.
En club, Jessica Landström joue en Suède au Djurgårdens IF Dam de 2001 à 2004, remportant le championnat national en 2003 et 2004 ainsi que la coupe nationale en 2004. Elle évolue ensuite au Hammarby IF de 2005 à 2007, avant de rejoindre le Linköpings FC où elle remporte le championnat suédois 2008 et la supercoupe en 2009. En 2010, après un court passage aux États-Unis, au Sky Blue FC, elle s'engage au 1. FFC Francfort, et gagne la coupe d'Allemagne en 2011.